# Mimbaste
Mimbaste – miejscowość i gmina we Francji, w regionie Nowa Akwitania, w departamencie Landy.
Według danych na rok 1990 gminę zamieszkiwały 924 osoby, a gęstość zaludnienia wynosiła 45 osób/km² (wśród 2290 gmin Akwitanii Mimbaste plasuje się na 459. miejscu pod względem liczby ludności, natomiast pod względem powierzchni na miejscu 512.).